# Tombstone Blues
"Tombstone Blues" é uma canção escrita pelo músico e compositor americano Bob Dylan em seu álbum Highway 61 Revisited, de 1965. Musicalmente é influenciado pelo blues, enquanto as letras são típicas do estilo e período surreal do músico, com versos como "o sol não é amarelo, ele é covarde".
Foi gravada na Columbia Studios, em 29 de julho de 1965, ao lado de "It Takes a Lot to Laugh, It Takes a Train to Cry" e "Positively 4th Street". Uma gravação ao vivo da música, feita para a MTV em novembro de 1994, foi lançada no MTV Unplugged no ano seguinte.
A música foi interpretada por Marcus Carl Franklin e Richie Havens em I'm Not There, o filme baseado na vida de Dylan. A versão da trilha sonora é executada exclusivamente por Havens. Dois versos da música, faladas pelo "Comandante em Chefe" — "Morte a todos aqueles que choramingam e choram" e "o sol não é amarelo, ele é covarde" — são faladas por Lyndon B. Johnson, manipulado digitalmente, em outra cena do filme.
Sheryl Crow cantou a música em seu álbum ao vivo Sheryl Crow and Friends: Live from Central Park ao lado de Eric Clapton, Chrissie Hynde, Keith Richards, Stevie Nicks, Sarah McLachlan e Dixie Chicks.
Stephen King faz uso de citações da canção no final de seu primeiro romance publicado, Carrie. Ele usa os versos:

| Now I wish I could write you a melody so plain That could hold you dear lady from going insane That could ease you and cool you and cease the pain Of your useless and pointless knowledge | Agora, eu desejaria poder escrever uma melodia tão simples Que poderia impedir você, querida senhora, de ficar insana Que poderia lhe acalmar e lhe refrescar e amainar a sua dor Da sua sabedoria inútil e sem propósito |  |

E novamente citações da música aparecem com o verso:

| you will not die, it's not poison | Você não vai morrer, não é veneno |  |

no capítulo onze do romance Gerald's Game.

## Letras
As letras se encaixam no estilo surreal da época, enquanto são severas com a sociedade e as autoridades. A música contém várias alusões diretas e indiretas a personagens bíblicos, bem como referências históricas. Por exemplo João Batista, a quem Dylan dedica quatro versos:

| John the Baptist after torturing a thief Looks up at his hero the Commander-in-Chief Saying, 'Tell me great hero, but please make it brief Is there a hole for me to get sick in?' | João o Batista após torturar um ladrão Olha para o seu herói, o Comandante Chefe Dizendo, 'Diga-me grande herói, mas por favor seja breve Existe um buraco onde eu posso ir para passar mal?' |  |